# Lijst van amfibieën in Frans-Guyana
Onderstaande lijst van amfibieën in Frans-Guyana bestaat uit een totaal van 120 in Frans-Guyana voorkomende  soorten die zijn onderverdeeld in drie ordes: de  wormsalamanders (Gymnophiona), salamanders  (Caudata) en kikkers (Anura). Deze lijst is ontleend aan de databank van Amphibian Species of the World, aangevuld met enkele soorten die recent zijn ontdekt door de wetenschap of wiens aanwezigheid in Frans-Guyana recent is vastgesteld.

## Wormsalamanders (Gymnophiona)

### Caeciliidae
Orde: Gymnophiona. 
Familie: Caeciliidae
- Caecilia gracilis Shaw, 1802

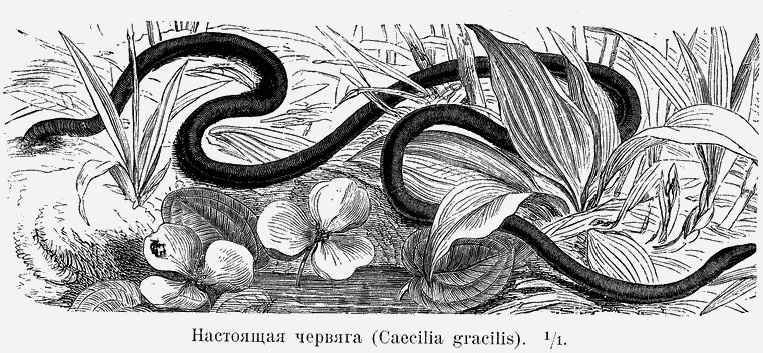
Caecilia gracilis

- Caecilia tentaculata Linnaeus, 1758

### Rhinatrematidae
Orde: Gymnophiona. 
Familie: Rhinatrematidae
- Rhinatrema bivittatum (Guérin-Méneville, 1838)

### Siphonopidae
Orde: Gymnophiona. 
Familie: Siphonopidae

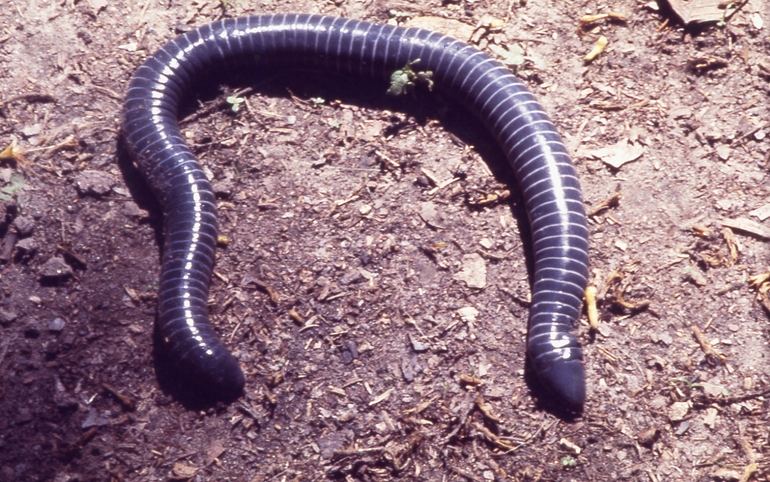
Siphonops annulatus

- Microcaecilia iwokramae (Wake & Donnelly, 2010)
- Microcaecilia iyob Wilkinson & Kok, 2010
- Microcaecilia rabei (Roze & Solano, 1963)
- Siphonops annulatus (Mikan, 1820)

### Typhlonectidae
Orde: Gymnophiona. 
Familie: Typhlonectidae

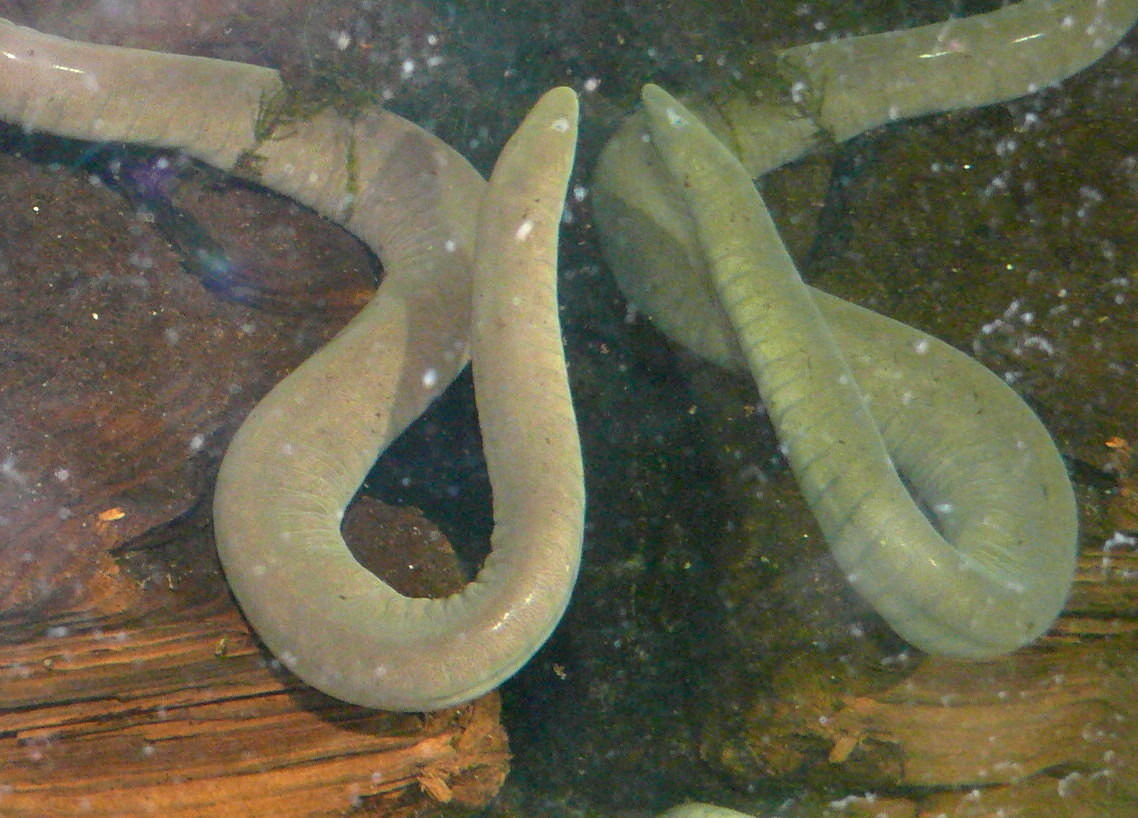
Typhlonectes compressicauda

- Potamotyphlus kaupii (Berthold, 1859)
- Typhlonectes compressicauda (Duméril & Bibron, 1841)

## Kikkers (Anura)

### Allophrynidae
Orde: Anura. 
Familie: Allophrynidae
- Allophryne ruthveni Gaige, 1926

### Aromobatidae
Orde: Anura. 
Familie: Aromobatidae

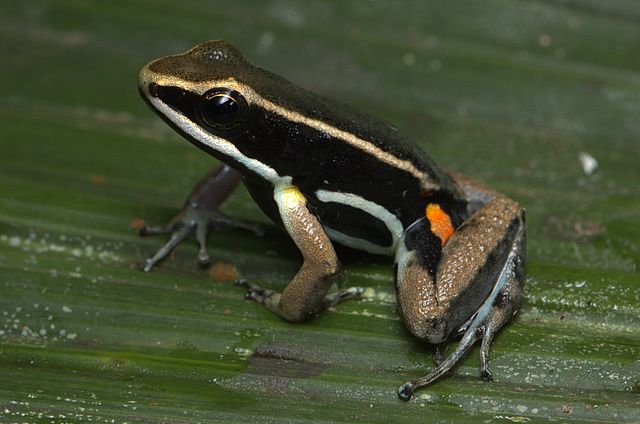
Allobates femoralis

- Allobates femoralis (Boulenger, 1884)
- Allobates granti (Kok, MacCulloch, Gaucher, Poelman, Bourne, Lathrop, & Lenglet, 2006)
- Anomaloglossus baeobatrachus (Boistel & Massary, 1999)
- Anomaloglossus degranvillei (Lescure, 1975)

### Bufonidae
Orde: Anura. 
Familie: Bufonidae

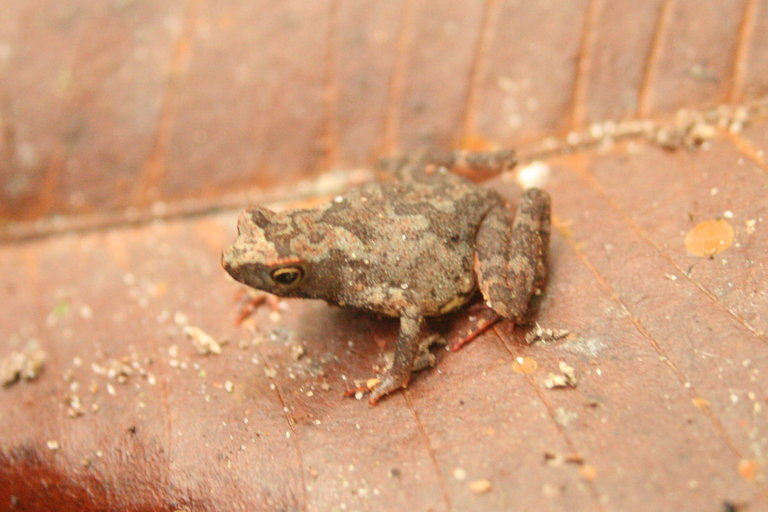
Amazophrynella minuta

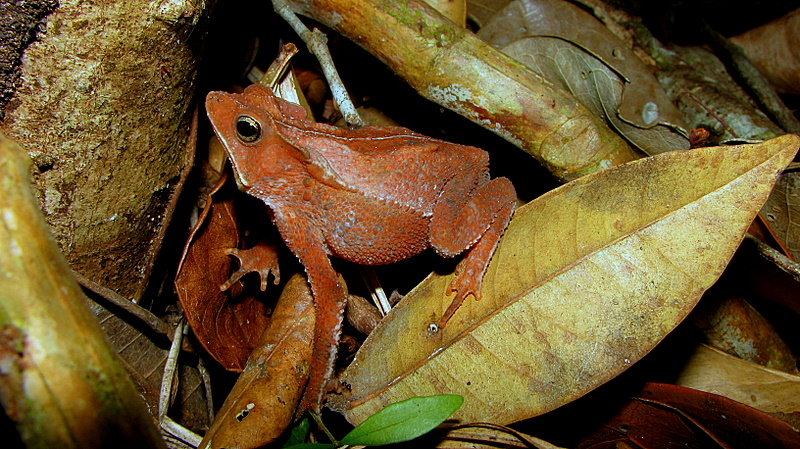
Rhinella margaritifera

- Amazophrynella minuta (Melin, 1941)
- Atelopus barbotini Lescure, 1981
- Atelopus flavescens Duméril & Bibron, 1841
- Atelopus franciscus Lescure, 1974
- Atelopus hoogmoedi Lescure, 1974
- Rhaebo guttatus (Schneider, 1799)
- Rhinella humboldti (Gallardo, 1965)
- Rhinella lescurei Fouquet, Gaucher, Blanc, & Vélez-Rodriguez, 2007
- Rhinella margaritifera (Laurenti, 1768)
- Rhinella marina (Linnaeus, 1758)
- Rhinella martyi Fouquet, Gaucher, Blanc, & Vélez-Rodriguez, 2007

### Centrolenidae
Orde: Anura. 
Familie: Centrolenidae
- Teratohyla midas (Lynch & Duellman, 1973)
- Vitreorana ritae (Lutz, 1952)
- Hyalinobatrachium cappellei Van Lidth de Jeude, 1904
- Hyalinobatrachium iaspidiense (Ayarzagüena, 1992)
- Hyalinobatrachium kawense Castroviejo-Fisher, Vilà, Ayarzagüena, Blanc, & Ernst, 2011
- Hyalinobatrachium taylori (Goin, 1968)
- Hyalinobatrachium tricolor Castroviejo-Fisher, Vilà, Ayarzagüena, Blanc, & Ernst, 2011

### Ceratophryidae
Orde: Anura. 
Familie: Ceratophryidae

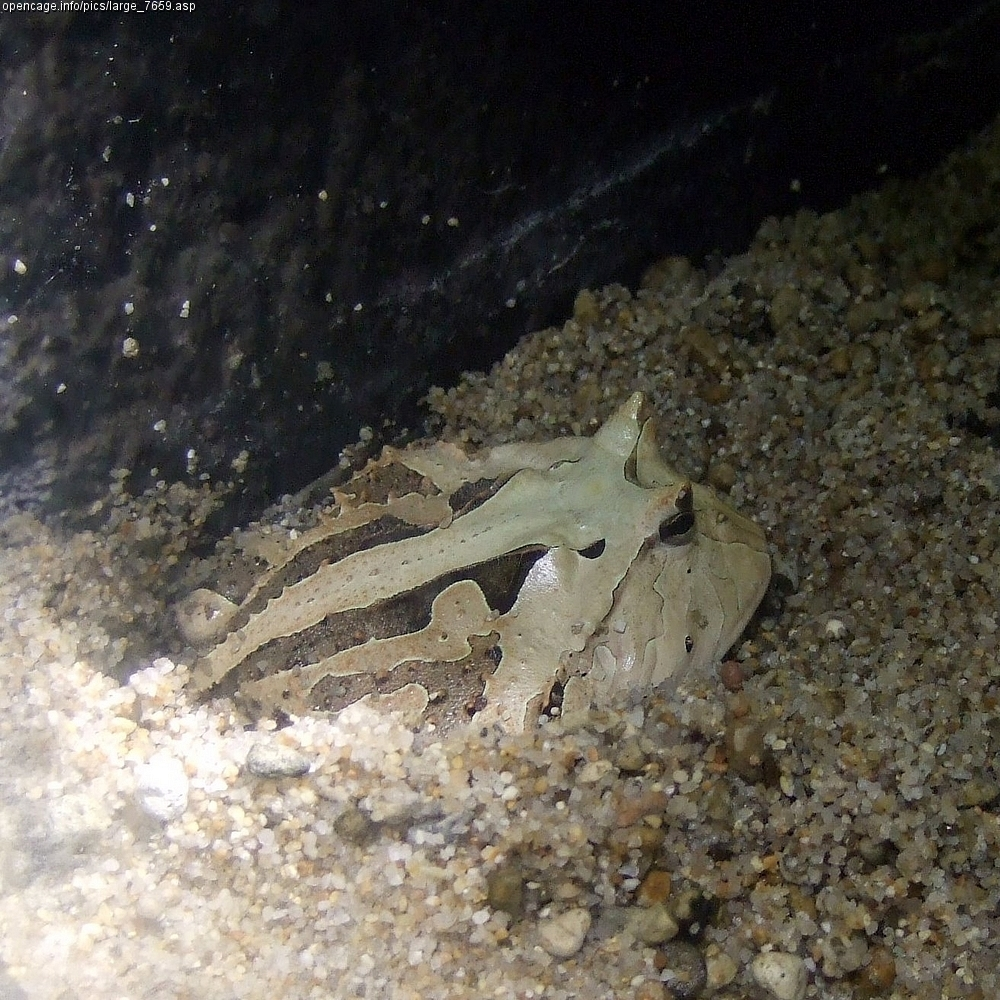
Ceratophrys cornuta

- Ceratophrys cornuta (Linnaeus, 1758)

### Craugastoridae
Orde: Anura. 
Familie: Craugastoridae

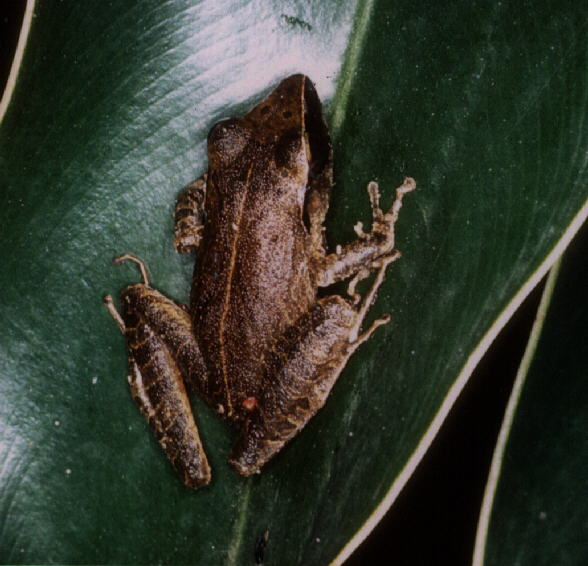
Pristimantis gutturalis

- Pristimantis chiastonotus (Lynch & Hoogmoed, 1977)
- Pristimantis espedeus Fouquet, Martinez, Courtois, Dewynter, Pineau, Gaucher, Blanc, Marty, & Kok, 2013
- Pristimantis gutturalis (Hoogmoed, Lynch, & Lescure, 1977)
- Pristimantis inguinalis (Parker, 1940)
- Pristimantis marmoratus (Boulenger, 1900)
- Pristimantis zeuctotylus (Lynch & Hoogmoed, 1977)

### Dendrobatidae
Orde: Anura. 
Familie: Dendrobatidae
- Ameerega hahneli (Boulenger, 1884)

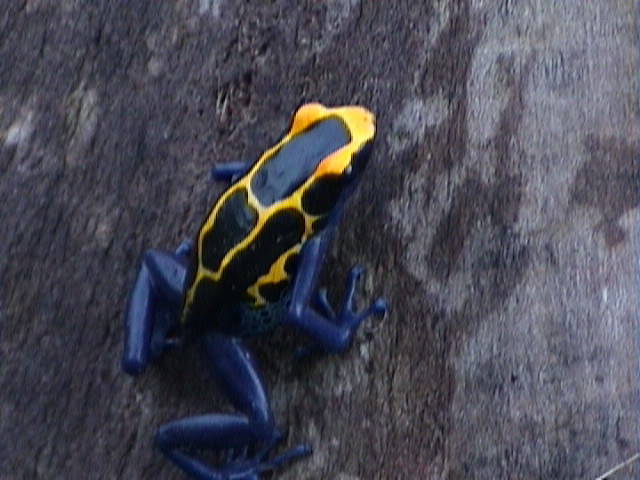
Dendrobates tinctorius

- Dendrobates tinctorius (Cuvier, 1797)
- Ranitomeya amazonica (Schulte, 1999)
- Ranitomeya ventrimaculata (Shreve, 1935)

### Eleutherodactylidae
Orde: Anura. 
Familie: Eleutherodactylidae
- Eleutherodactylus johnstonei Barbour, 1914
- Adelophryne gutturosa Hoogmoed & Lescure, 1984

### Hylidae
Orde: Anura. 
Familie: Hylidae

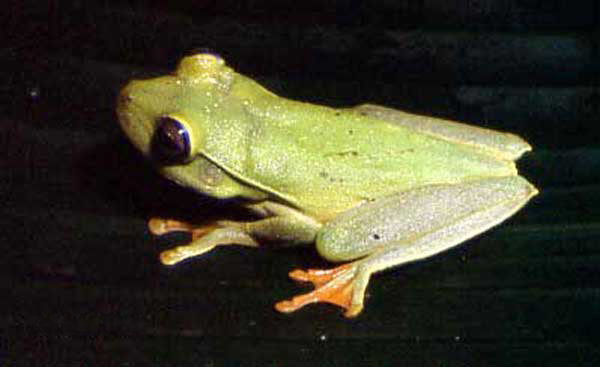
Hypsiboas albomarginatus

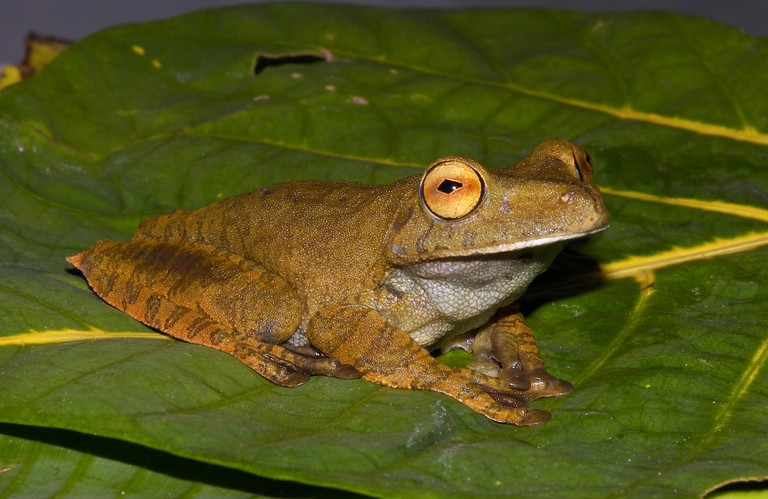
Hypsiboas boans

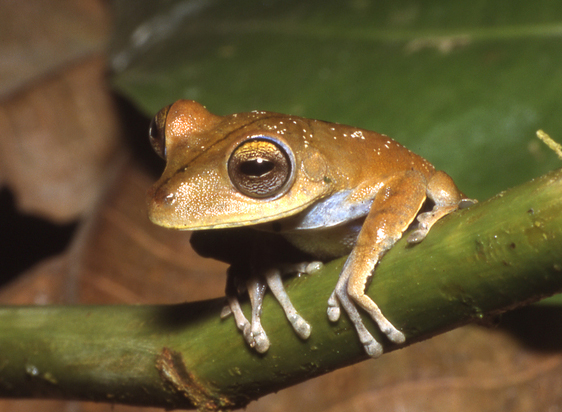
Hypsiboas calcaratus

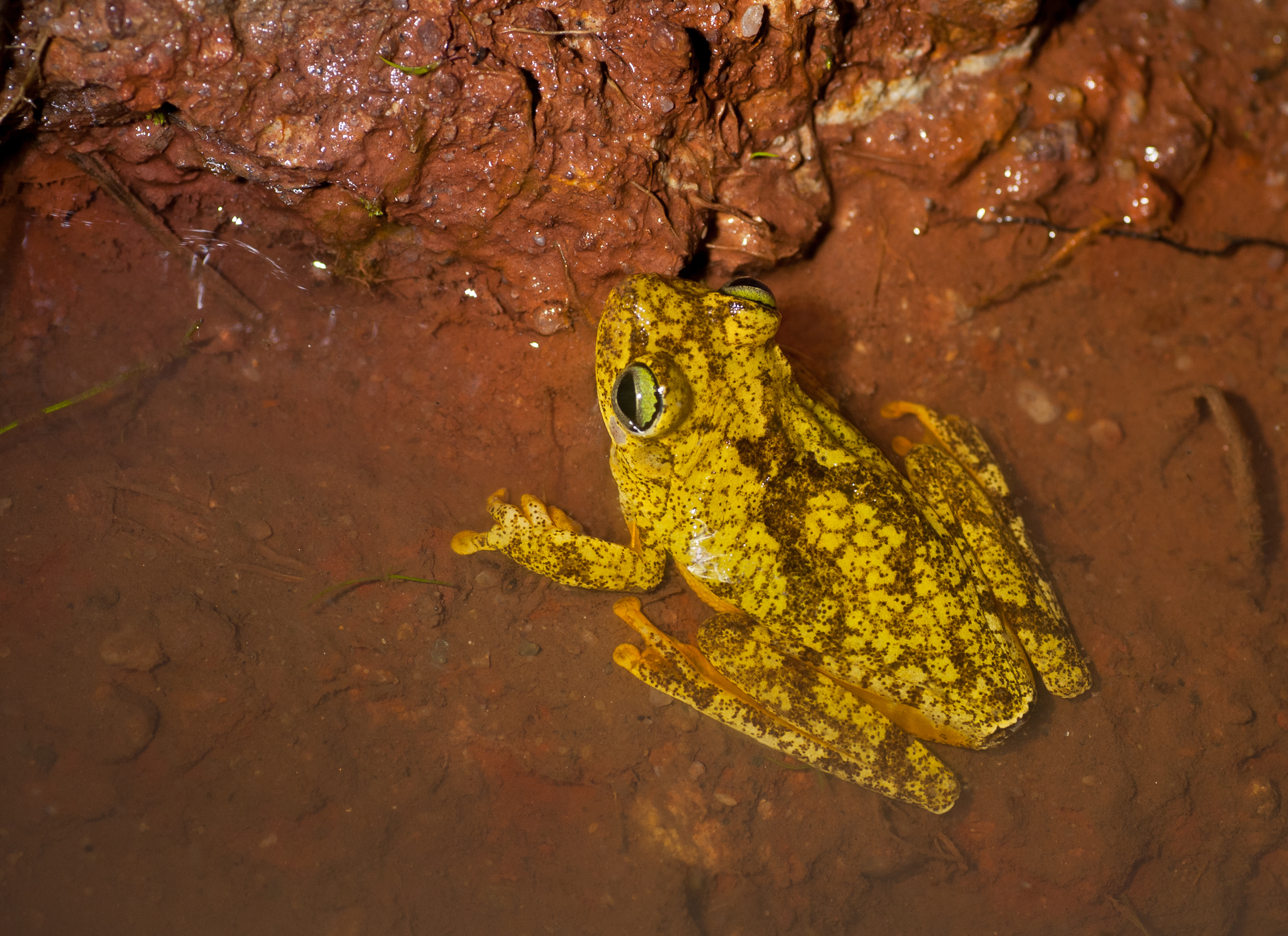
Hypsiboas crepitans

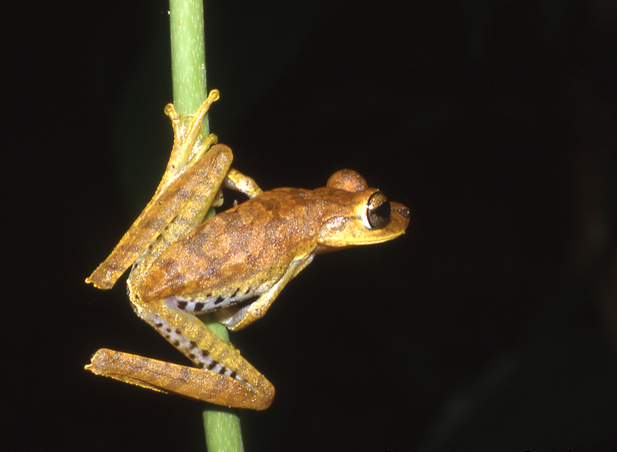
Hypsiboas fasciatus

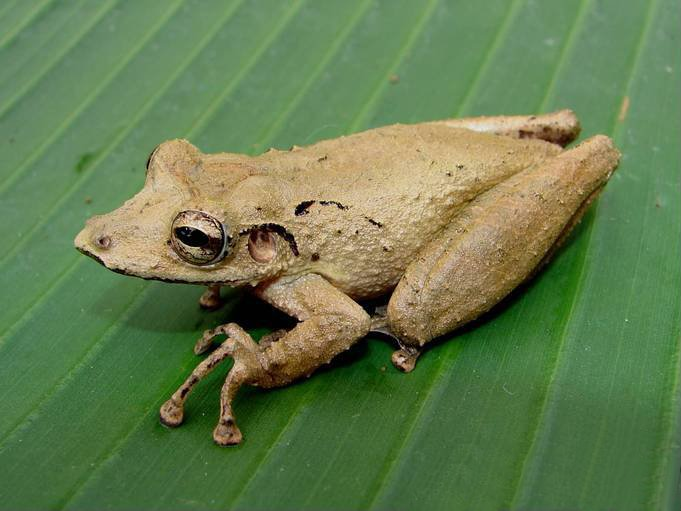
Scinax rostratus

- Dendropsophus brevifrons (Duellman & Crump, 1974)
- Dendropsophus gaucheri (Lescure & Marty, 2000)
- Dendropsophus leucophyllatus (Beireis, 1783)
- Dendropsophus luteoocellatus (Roux, 1927)
- Dendropsophus marmoratus (Laurenti, 1768)
- Dendropsophus melanargyreus (Cope, 1887)
- Dendropsophus microcephalus (Cope, 1886)
- Dendropsophus minusculus (Rivero, 1971)
- Dendropsophus minutus (Peters, 1872)
- Dendropsophus nanus (Boulenger, 1889)
- Hypsiboas albomarginatus (Spix, 1824)
- Hypsiboas boans (Linnaeus, 1758)
- Hypsiboas calcaratus (Troschel, 1848)
- Hypsiboas cinerascens (Spix, 1824)
- Hypsiboas crepitans (Wied-Neuwied, 1824)
- Hypsiboas dentei (Bokermann, 1967)
- Hypsiboas fasciatus (Günther, 1858)
- Hypsiboas geographicus (Spix, 1824)
- Hypsiboas multifasciatus (Günther, 1859)
- Hypsiboas ornatissimus (Noble, 1923)
- Hypsiboas punctatus (Schneider, 1799)
- Hypsiboas raniceps Cope, 1862
- Osteocephalus buckleyi (Boulenger, 1882)
- Osteocephalus cabrerai (Cochran & Goin, 1970)
- Osteocephalus helenae (Ruthven, 1919)
- Osteocephalus leprieurii (Duméril & Bibron, 1841)
- Osteocephalus oophagus Jungfer & Schiesari, 1995
- Osteocephalus taurinus Steindachner, 1862
- Pseudis paradoxa (Linnaeus, 1758)
- Scinax boesemani (Goin, 1966)
- Scinax cruentommus (Duellman, 1972)
- Scinax jolyi Lescure & Marty, 2000
- Scinax nebulosus (Spix, 1824)
- Scinax proboscideus (Brongersma, 1933)
- Scinax rostratus (Peters, 1863)
- Scinax ruber (Laurenti, 1768)
- Scinax x-signatus (Spix, 1824)
- Sphaenorhynchus lacteus (Daudin, 1800)
- Trachycephalus hadroceps (Duellman & Hoogmoed, 1992)
- Trachycephalus resinifictrix (Goeldi, 1907)
- Trachycephalus typhonius (Linnaeus, 1758)
- Phyllomedusa bicolor (Boddaert, 1772)
- Phyllomedusa hypochondrialis (Daudin, 1800)
- Phyllomedusa tomopterna (Cope, 1868)
- Phyllomedusa vaillantii Boulenger, 1882

### Leptodactylidae
Orde: Anura. 
Familie: Leptodactylidae

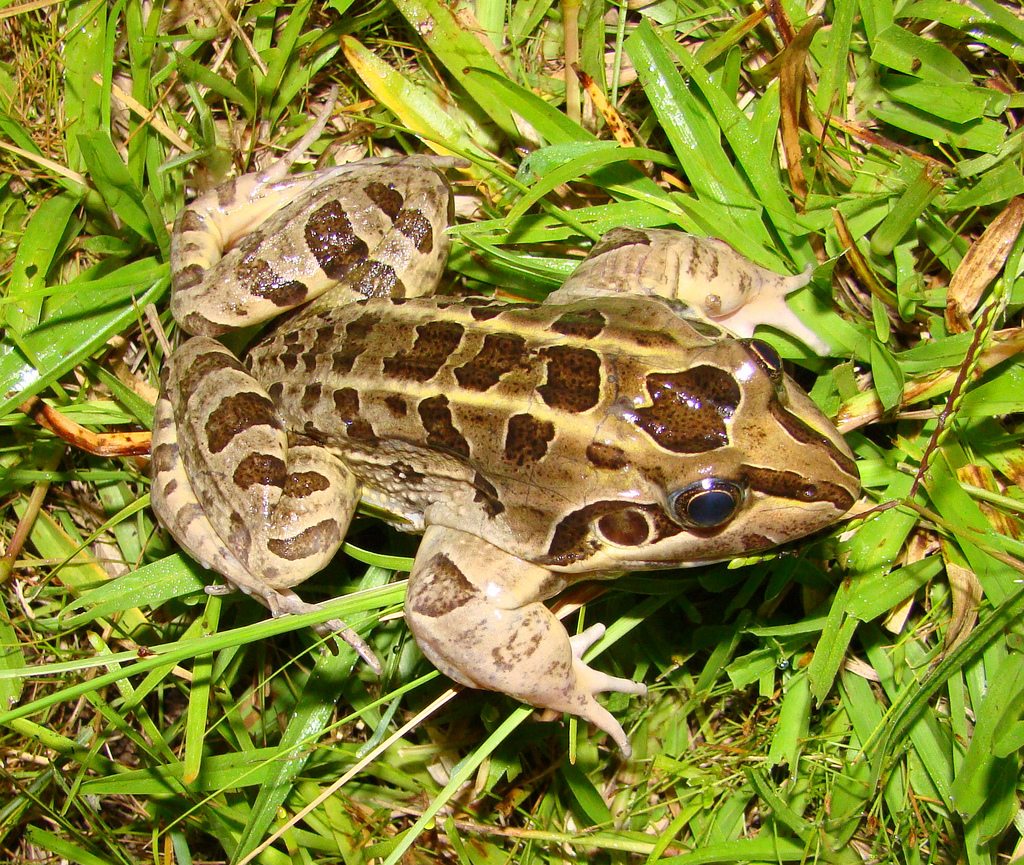
Leptodactylus latrans

- Engystomops freibergi (Donoso-Barros, 1969)
- Engystomops petersi Jiménez de la Espada, 1872
- Physalaemus ephippifer (Steindachner, 1864)
- Adenomera andreae (Müller, 1923)
- Adenomera heyeri Boistel, Massary, & Angulo, 2006
- Adenomera hylaedactyla (Cope, 1868)
- Hydrolaetare schmidti (Cochran & Goin, 1959)
- Leptodactylus fuscus (Schneider, 1799)
- Leptodactylus guianensis Heyer & de Sá, 2011
- Leptodactylus knudseni Heyer, 1972
- Leptodactylus latrans (Steffen, 1815)
- Leptodactylus leptodactyloides (Andersson, 1945)
- Leptodactylus macrosternum Miranda-Ribeiro, 1926
- Leptodactylus myersi Heyer, 1995
- Leptodactylus mystaceus (Spix, 1824)
- Leptodactylus pentadactylus (Laurenti, 1768)
- Leptodactylus petersii (Steindachner, 1864)
- Leptodactylus rhodomystax Boulenger, 1884
- Leptodactylus stenodema Jiménez de la Espada, 1875
- Leptodactylus validus Garman, 1888
- Lithodytes lineatus (Schneider, 1799)

### Microhylidae
Orde: Anura. 
Familie: Microhylidae
- Chiasmocleis haddadi Peloso, Sturaro, Forlani, Gaucher, Motta, & Wheeler, 2014
- Chiasmocleis hudsoni Parker, 1940
- Chiasmocleis shudikarensis Dunn, 1949
- Ctenophryne geayi Mocquard, 1904
- Elachistocleis surinamensis (Daudin, 1802)
- Hamptophryne boliviana (Parker, 1927)
- Otophryne pyburni Campbell & Clarke, 1998
- Synapturanus mirandaribeiroi Nelson & Lescure, 1975

### Pipidae

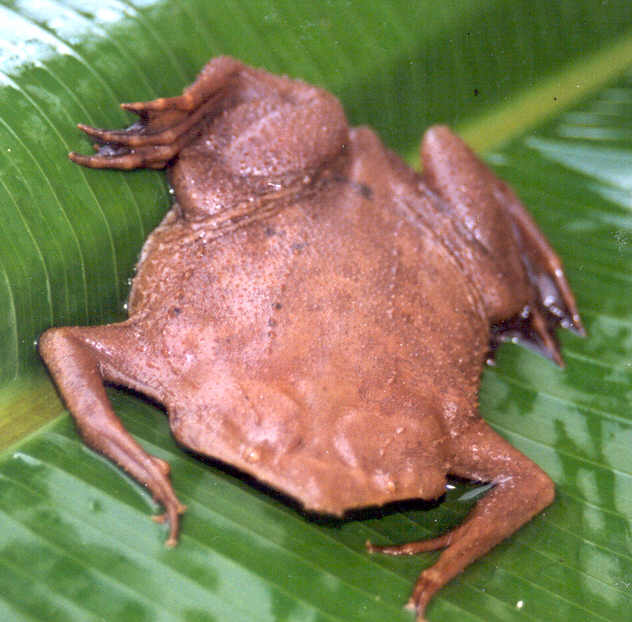
Pipa pipa

Orde: Anura. 
Familie: Pipidae
- Pipa aspera Müller, 1924
- Pipa pipa (Linnaeus, 1758)